# Saint Helier
Saint Helier je naselje na otoku Jersey, glavni grad teritorija Jerseyja.
Ima 33 522 stanovnika. Prostire se na 10, 6 km kvadratnih, što je 9 % otoka.
Iako je glavni grad, nije sjedište vlade.